# Péril à domicile
Péril à domicile (Maid of Honor) est un téléfilm canadien réalisé par Douglas Jackson et diffusé aux États-Unis le 2 janvier 2006 sur Lifetime.

## Synopsis
Un homme est confronté à la folie et à la dangerosité de sa belle-sœur, qui prend soin de lui et de ses deux enfants depuis que son épouse est décédée.

## Fiche technique
- Titre original : Maid of Honor
- Réalisation : Douglas Jackson
- Scénario : Ken Sanders et George Saunders, d'après une histoire de Ken Sanders
- Société de production : S.V. Thrilling Movies
- Durée : 90 minutes
- Pays :  Canada

## Distribution
- Linda Purl (VF : Céline Monsarrat) : Laci Collins
- Linden Ashby (VF : Luc Boulad) : Richard Wynn
- Shannon Sturges : Nicole Harris
- Bruce Dinsmore (VF : Vincent Violette) : Kevin Lansing
- Danielle Kind : Mollie Wynn
- Steven McPhail : Danny Wynn
- Caroline Redekopp : Carrie Wynn
- Moira Wylie : Mère de Laci
- Joanna Noyes : Savanna Kelsey
- Brent Donnelly : Révérend Saunders
- Michael O'Reilly : Terry Kilborn
- Claudia Jurt : Susie
- Bill Croft : Joel Maiser
- Sophie Gendron : Docteur Volmar
- Paul Rainville : Docteur Campbell
- Stephanie Halin : Gwen

 Source et légende : version française (VF) sur RS Doublage et selon le carton de doublage télévisuel.